# Porta dei Greci
Porta dei Greci è una porta di Palermo.
La porta viene edificata nel XIV secolo nei pressi della chiesa di San Nicolò dei Greci (volgarmente detta chiesa di San Nicolò la Carruba), ma presto viene distrutta e riedificata nel 1553 ispirandosi allo stile architettonico della Porta di Castro.

## Storia
Nel lungo contesto delle Guerre del Vespro, Federico III d'Aragona con la nascita del primo figlio maschio Pietro, associò quest'ultimo al trono e lo designò erede, contravvenendo ai patti stipulati (restituzione alla sua morte della Sicilia alla Casa d'Angiò), violando di fatto la Pace di Caltabellotta, mai tuttavia ratificata dal Parlamento del Regno di Sicilia. Nel 1316 insieme a Porta Termini subì gli assalti dell'esercito di re Roberto d'Angiò al comando di Tommaso Marciani, assalto che fu eroicamente respinto. Presso questa porta Carlo d'Angiò, duca di Calabria, nel 1325 guidò gli scontri che coinvolsero altri tre accessi cittadini. La guerra tra Napoli e Palermo durò fino al 1372, quando la Pace di Catania e il Trattato di Avignone sancirono e riconobbero definitivamente l'indipendenza della Sicilia, in cambio di un congruo risarcimento a favore degli Angiò. 
La porta fu riedificata a metà del XVI secolo su progetto dell'ingegnere del Regno Pedro Prado su incarico del viceré di Sicilia Giovanni de Vega. In contrapposizione a Porta Nuova che ad occidente magnificava la Conquista di Tunisi, a oriente Porta de' Greci tesseva le lodi per l'impresa di Mahdia. Per tali motivi la porta ebbe anche il nome di porta Vega o porta d'Africa. Nel 1550 dopo essere sbarcato dall'ennesima campagna in terra tunisina contro il corsaro Dragut, attraverso questa porta effettuò l'ingresso trionfale il viceré de Vega. Come bottino di guerra furono condotte a Palermo le porte di ferro della città conquistata, manufatti che furono installati nel 1556. L'orgoglio per tale impresa dettò la consuetudine d'arricchire i varchi con frasi commemorative. Il Senato Palermitano invitò a celebrare in versi Antonio Veneziano, iscrizione e architetture decorative non più esistenti al presente.
Nel 1580 il viceré Marcantonio Colonna, negli ambienti adiacenti vi fece trasferire i collettori delle gabelle ovvero gli esattori delle imposte da Porta Termini.
L'intradosso era affrescato con sacre immagini realizzate da Giovanni Fernandez da Navarra, detto il Navarretto.
La prima trasformazione avvenne nel 1754 con la demolizione di uno dei bastioni che la incorniciavano, mentre l'altro viene demolito nel 1783. In questo periodo la funzione della porta venne spostata più verso il mare seguendo il nuovo perimetro murario e sopra di essa venne edificato intorno al 1840, dagli architetti Nicolò Puglia e Emmanuele Palazzotto, il Palazzo Forcella De Seta. in cui si trovò a essere inglobata.

## Decorazione

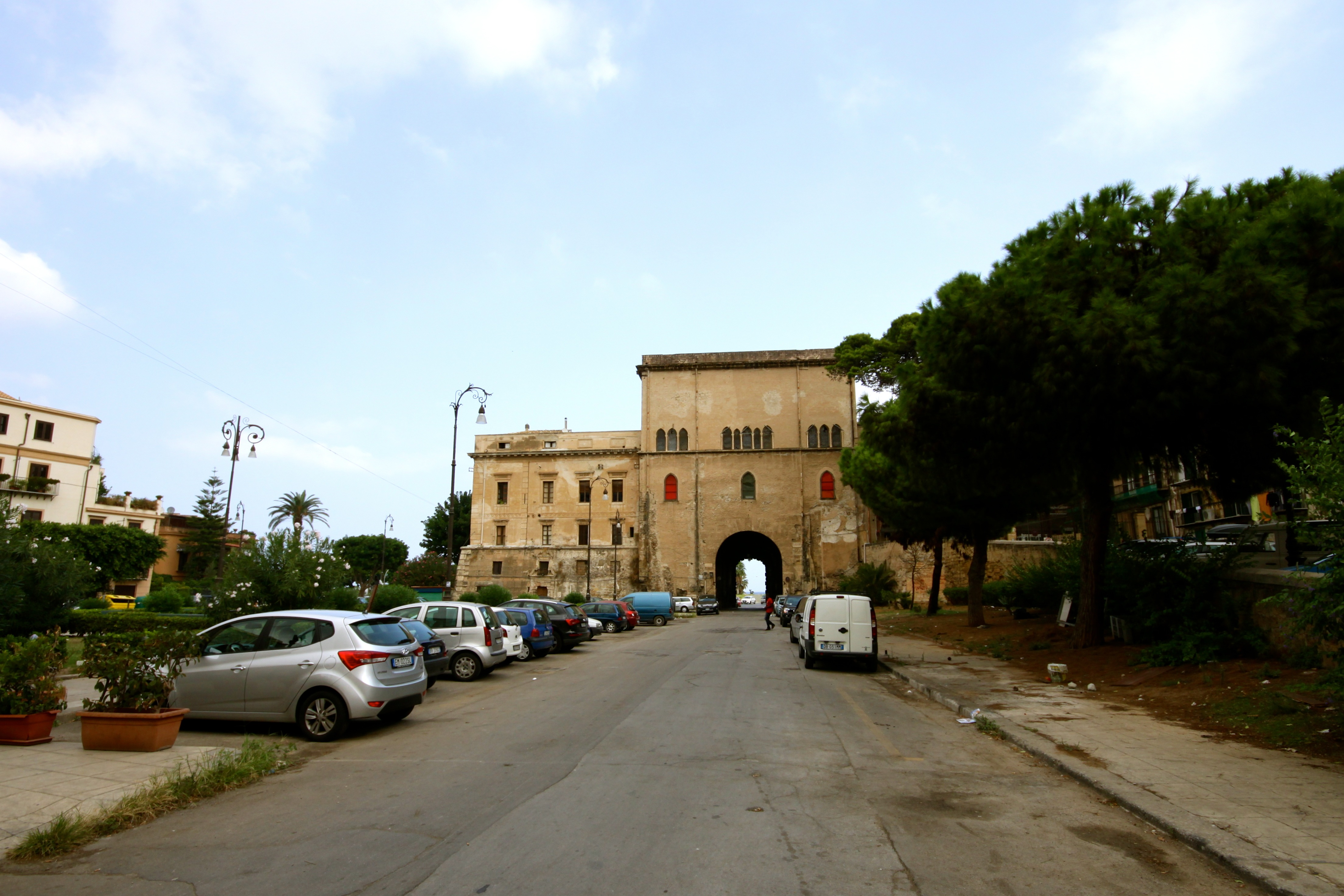
Porta dei Greci dall'interno delle mura cittadine

Sul lato mare la porta è decorata con un motivo a bugne che accentua il chiaroscuro, nella decorazione troviamo anche delle colonne con relativi capitelli. Sull'architrave invece troviamo festoni di fiori e frutta e delle figure umane sdraiate. In origine erano anche presenti un'iscrizione ed un'aquila armata simbolo della città, ma queste ultime sono andate perdute. Il lato interno invece è quasi del tutto privo di decorazioni.

## Ubicazione
La porta si trova in piazza Kalsa nel cuore del quartiere della Kalsa, tra i bastioni del Tuono e di Vega. Attualmente fronteggia il Foro Italico. Data la vicinanza al mare e al porto, come proposto da alcuni studiosi, in origine l'attuale piazza era abitata da mercanti orientali (balcanici, per lo più albanesi, e del vicino oriente), da questo trae origine il nome della porta e della chiesa limitrofa.